# Differentiated services
Differentiated services (DiffServ) je v počítačových sítích architektura, která specifikuje jednoduchý, škálovatelný a hrubozrnný mechanizmus pro klasifikaci a správu síťového provozu a poskytuje Quality of Service na moderních sítích založených na IP.
DiffServ může být například použit pro poskytování nízké latence v kritickém provozu sítě, kde je nízká odezva nezbytná, jako je streamování videa či obecně médií nebo hlasová komunikace. Zatímco nekritické služby, například webové nebo přenos souborů, jsou provozovány pomocí best effort services. Protože například telefonování přes Internet by mělo mít přednost před stahováním souborů nebo prohlížením internetových stránek.
DiffServ používá šestibitovou položku Differentiated Services (DS field) v hlavičce IP datagramu za účelem klasifikace paketu. DS field a ECN field nahradily zastaralé pole IPv4 TOS field.

## Pozadí historie
Od té doby, co moderní datové sítě jsou prostředkem pro přenos dat pro mnoho různých typů služeb včetně hlasové komunikace, streamovaného videa (TV) a hudby, webové stránky a e-maily, mnoho navržených mechanizmů QoS, které umožnily spoluexistenci těchto služeb, byly komplexní a nedokázaly obsloužit zvětšující se požadavky veřejného Internetu. V prosinci roku 1998 IETF vydala RFC 2474 (Definition of the Differentiated Services Field), která nahradila pole IPv4 TOS za pole DSCP. V DSCP je rozsah osmi hodnot (Class Selector) použit pro zpětnou kompatibilitu s předcházející specifikací IP, kde bylo dřívější pole TOS.
Dnes DiffServ značně vytlačil TOS a další mechanismy síťové vrstvy QoS, jako je IntServ, z primárního místa v používanosti na routerech pro poskytování různé úrovně průchodu službám.